# Olle Langert
Nils Olof (Olle) Langert, född 11 juni 1924 i Göteborg, död  21 december 2016 i Göteborg, var en svensk konstnär som arbetade inom teknikerna grafik, måleri, teckning, skulptur och med offentlig utsmyckning.
Han var son till köpmannen Algot Langert och Carola Dahlgren. Han studerade vid Valands målarskola 1945-1947 och bedrev självstudier under resor till Nederländerna och Italien 1947 samt Frankrike 1948-1949. Tillsammans med Bror Ingemar Fröberg och Alf ten Siethoff ställde han ut på Gummesons konsthall 1953 och han medverkade i Nationalmuseums utställnig Unga tecknare samt i flera samlingsutställningar i Göteborg.
Separat ställde han bland annat ut på God konst i Göteborg 1964 och på Göteborgs konsthall 1990. Hans konst består av landskapsstudier, stilleben och figursaker.
Som illustratör illustrerade han Bengt  Anderbergs Pittoreskt album.
Han är representerad vid  Moderna Museet, Göteborgs konstmuseum, Borås konstmuseum, Malmö konstmuseum, Statens konstråd, Bornholms Museer (Danmark) och Museum Folkwang i Essen (Tyskland).